# Hồng châu
Hồng châu (châu Hồng) là một châu thuộc quận Giao Chỉ thời thuộc Đường nằm gọn vào huyện Chu Diên. Tên Hồng Châu hay Hồng Lộ xuất hiện vào thời Lý - Trần. Đến cuối Trần đầu Hậu Lê thì Hồng Châu chia thành Thượng Hồng và Hạ Hồng. Thượng Hồng là Cẩm Giàng, Bình Giang, Yên Mỹ, Văn Lâm ngày nay. Hạ Hồng gồm: Tứ Kỳ, Gia Lộc, Ninh Giang, Thanh Miện ngày nay. Sang đời Quang Thuận nhà Hậu Lê (1460 - 1469) phủ Hạ Hồng quản 4 huyện: Trường Tân (Gia Lộc), Tứ Kỳ, Thanh Miện, Vĩnh Lại (gồm Ninh Giang, Vĩnh Bảo). Năm Minh Mạng thứ 3 (1822) phủ Hạ Hồng mang tên mới là phủ Ninh. Như vậy, Hồng Châu xưa bao gồm một phần đất của tỉnh Hưng Yên, một phần đất của Hải Dương và một phần của Hải Phòng bây giờ.